# Anopheles koliensis
Anopheles koliensis är en tvåvingeart som beskrevs av Richard Owen 1945. Anopheles koliensis ingår i släktet Anopheles och familjen stickmyggor. Inga underarter finns listade i Catalogue of Life.